# Silnice II/511 (Slovensko)
Silnice II. třídy 511 je silnice II. třídy na Slovensku, která na své délce 88,837 km spojuje Partizánske a Hurbanovo v místní části Pavlův Dvůr. Prochází přes Trenčínský a Nitranský kraj. V současnosti se silnice mimoúrovňově křižuje s R1 u Tesarských Mlyňan a v budoucnosti je možnost spojení s R7 u Dvorů nad Žitavou.

## Průběh

### Trenčínský kraj
Začátek silnice II/511 se nachází na křižovatce silnic I/64 a III/1762 v Partizánskem, odkud pokračuje do obce Veľké Uherce, kde se křižuje s III/1764 a přechází do okresu Zlaté Moravce v Nitranském kraji.

### Nitranský kraj
V okrese Zlaté Moravce prochází II/511 okrajem obce Skýcov, kde křižuje III/1750, v Topoľčiankách pokračuje křižovatkami s III/1620, III/1614, III/1622 a III/1624. V Zlatých Moravcích tvoří II/511 hlavní tah, který napojuje město na I/65 a R1. Kromě toho se zde křižuje s III/1661, III/1624, III/1625 a III/1626. Dále silnice pokračuje křižovatkou s I/65, v Tesárskych Mlyňanech se křižuje s III/1582 a křižovatkou s III/1630 pokračuje do okresu Nitra.
V nitranském okrese se první křižovatka nachází v Nové Vsi nad Žitavou s III/1673. Ve Vráblech se křižuje s I/51, III/1657 a přechází do okresu Nové Zámky.
V novozámeckém okrese se II/511 nejdříve křižuje s III/1490 a III/1493 v Mani, u Šuran s II/580. V Bešeňové se nachází křižovatka s III/1527, následuje křižování s III/1492, v Dvorech nad Žitavou s I/75 a křižovatkou s III/1491 přechází do okresu Komárno.
V komárenském okrese se II/511 nejdříve křižuje s II/509 asi 1 km před obcí Bajč a asi 2 km od této křižovatky se napojuje na I/64.

## Podrobnosti
Tato silnice je zmíněná v písni slovenské skupiny I.M.T. Smile s názvem Cesty II. triedy.